# Polisportiva Adolfo Consolini 2022-2023
Questa voce raccoglie le informazioni riguardanti la Polisportiva Adolfo Consolini nelle competizioni ufficiali della stagione 2022-2023.

## Stagione
Nella stagione 2022-23 la Polisportiva Adolfo Consolini assume la denominazione sponsorizzata di OMAG-MT San Giovanni in Marignano.
Partecipa per la settima volta consecutiva al campionato di Serie A2 terminando il girone B della regular season al secondo posto in classifica; nella pool promozione giunge al terzo posto in classifica ed accede ai play-off promozione dove viene eliminata dalla Millenium Brescia in tre gare.
A seguito del secondo posto in classifica al termine del girone di andata, si qualifica per la Coppa Italia di Serie A2 dove viene eliminata nei quarti di finale dalla Futura Giovani.

## Organigramma societario
Area direttiva
- Presidente: Stefano Manconi
- Direttore sportivo: Piero Babbi
- Team manager: Otello Pedini

Area tecnica
- Allenatore: Enrico Barbolini
- Allenatore in seconda: Alessandro Zanchi
- Scout Man: Riccardo Romani

Area comunicazione
- Addetto stampa: Gialunca Gudenzoni
- Webmaster: Valter Andreatini

Area sanitaria
- Preparatore atletico: Federica Colabufano
- Fisioterapista: Andrea Arduini, Lucia Pratelli

## Rosa
| N° | Nome                | Ruolo | Data di nascita   | Nazionalità sportiva |
| -- | ------------------- | ----- | ----------------- | -------------------- |
| 1  | Nikoleta Perović    | O     | 1º novembre 1994  | Montenegro           |
| 2  | Giulia Biagini      | L     | 10 agosto 2000    | Italia               |
| 3  | Alessia Bolzonetti  | S     | 15 febbraio 2002  | Italia               |
| 4  | Chiara Salvatori    | C     | 7 marzo 2003      | Italia               |
| 5  | Sofia Cangini       | S     | 25 maggio 2005    | Italia               |
| 6  | Vangelija Račkovska | S     | 19 luglio 1997    | Bulgaria             |
| 7  | Clarissa Covino     | S     | 28 ottobre 2001   | Italia               |
| 8  | Giulia Saguatti     | S     | 20 novembre 1991  | Italia               |
| 9  | Sveva Parini        | C     | 3 marzo 2001      | Italia               |
| 10 | Mariaelena Aluigi   | P     | 20 giugno 2001    | Italia               |
| 12 | Alice Turco         | P     | 4 febbraio 2000   | Italia               |
| 14 | Giorgia Caforio     | L     | 16 settembre 1994 | Italia               |
| 18 | Maria Babatunde     | C     | 3 aprile 1998     | Italia               |

## Mercato
| Acquisti | Acquisti            | Acquisti         | Acquisti   |
| R.       | Nome                | da               | Modalità   |
| -------- | ------------------- | ---------------- | ---------- |
| C        | Maria Babatunde     | Hermaea          | definitivo |
| L        | Giorgia Caforio     | Hermaea          | definitivo |
| S        | Sofia Cangini       | Academy Sassuolo | definitivo |
| S        | Clarissa Covino     | Castelfranco     | definitivo |
| C        | Sveva Parini        | Marsala          | definitivo |
| O        | Nikoleta Perović    | Bandung BJB      | definitivo |
| S        | Vangelija Račkovska | Joker Świecie    | definitivo |
| S        | Giulia Saguatti     | -                | -          |
| C        | Chiara Salvatori    | Olimpia Teodora  | definitivo |

| Cessioni | Cessioni            | Cessioni             | Cessioni   |
| R.       | Nome                | a                    | Modalità   |
| -------- | ------------------- | -------------------- | ---------- |
| L        | Ilaria Bonvicini    | Lecco Picco          | definitivo |
| S        | Martina Brina       | -                    | ritirata   |
| C        | Sara Ceron          | Giorgione            | definitivo |
| C        | Claudia Consoli     | Millenium Brescia    | definitivo |
| S        | Salimatou Coulibaly | Vallecamonica Sebino | definitivo |
| O        | Romana Krišková     | -                    | ritirata   |
| C        | Alessia Mazzon      | Saint-Raphaël        | definitivo |
| O        | Serena Ortolani     | -                    | -          |
| S        | Eleonora Penna      | UIV Pavia            | definitivo |
| O        | Chiara Zonta        | Spakka               | definitivo |

## Risultati

### Serie A2

#### Girone di andata
| 1ª Giornata - 23 ottobre 2022 Palazzetto dello Sport, San Giovanni in Marignano   | Adolfo Consolini     | 3 - 1 | Perugia          | 23-25, 25-17, 25-15, 25-17        |
| 2ª Giornata - 30 ottobre 2022 Palazzetto dello Sport, Guidonia Montecelio         | Roma Club            | 3 - 1 | Adolfo Consolini | 25-20, 25-14, 26-28, 25-19        |
| 3ª Giornata - 6 novembre 2022 Palazzetto dello Sport, San Giovanni in Marignano   | Adolfo Consolini     | 3 - 1 | Vicenza          | 23-25, 25-16, 25-17, 25-18        |
| 4ª Giornata - 9 novembre 2022 PalaFerroli, San Bonifacio                          | Montecchio Maggiore  | 3 - 1 | Adolfo Consolini | 22-25, 25-21, 25-21, 25-20        |
| 5ª Giornata - 13 novembre 2022 Palazzetto dello Sport, San Giovanni in Marignano  | Adolfo Consolini     | 3 - 1 | Assitec          | 17-25, 25-14, 25-22, 25-19        |
| 6ª Giornata - 19 novembre 2022 Palazzetto dello Sport, Latisana                   | Talmassons           | 2 - 3 | Adolfo Consolini | 27-25, 25-22, 20-25, 29-31, 10-15 |
| 8ª Giornata - 27 novembre 2022 Palazzetto dello Sport, San Giovanni in Marignano  | Adolfo Consolini     | 3 - 0 | Marsala          | 25-15, 25-19, 25-10               |
| 9ª Giornata - 4 dicembre 2022 Palazzetto dello Sport, Martignacco                 | Libertas Martignacco | 2 - 3 | Adolfo Consolini | 25-19, 26-24, 18-25, 19-25, 8-15  |
| 10ª Giornata - 11 dicembre 2022 Palazzetto dello Sport, San Giovanni in Marignano | Adolfo Consolini     | 3 - 0 | Sant'Anna        | 25-14, 25-23, 25-20               |
| 11ª Giornata - 18 dicembre 2022 PalaScoppa, Soverato                              | Soverato             | 1 - 3 | Adolfo Consolini | 17-25, 17-25, 25-12, 15-25        |

#### Girone di ritorno
| 12ª Giornata - 26 dicembre 2022 PalaPellini, Perugia                              | Perugia          | 0 - 3 | Adolfo Consolini     | 12-25, 11-25, 16-25               |
| 13ª Giornata - 8 gennaio 2023 Palazzetto dello Sport, San Giovanni in Marignano   | Adolfo Consolini | 0 - 3 | Roma Club            | 14-25, 21-25, 15-25               |
| 14ª Giornata - 15 gennaio 2023 Palasport Città di Vicenza, Vicenza                | Vicenza          | 1 - 3 | Adolfo Consolini     | 26-24, 22-25, 19-25, 16-25        |
| 15ª Giornata - 22 febbraio 2023 Palazzetto dello Sport, San Giovanni in Marignano | Adolfo Consolini | 3 - 0 | Montecchio Maggiore  | 25-22, 25-21, 25-18               |
| 16ª Giornata - 22 gennaio 2023 PalaIaquaniello, Sant'Elia Fiumerapido             | Assitec          | 0 - 3 | Adolfo Consolini     | 23-25, 17-25, 19-25               |
| 17ª Giornata - 5 febbraio 2023 Palazzetto dello Sport, San Giovanni in Marignano  | Adolfo Consolini | 2 - 3 | Talmassons           | 25-21, 25-15, 19-25, 22-25, 13-15 |
| 19ª Giornata - 12 febbraio 2023 Palazzetto dello Sport, Marsala                   | Marsala          | 1 - 3 | Adolfo Consolini     | 21-25, 25-17, 11-25, 16-25        |
| 20ª Giornata - 19 febbraio 2023 Palazzetto dello Sport, San Giovanni in Marignano | Adolfo Consolini | 2 - 3 | Libertas Martignacco | 25-13, 14-25, 25-21, 22-25, 10-15 |
| 21ª Giornata - 26 febbraio 2023 Palestra UniMe, Messina                           | Sant'Anna        | 0 - 3 | Adolfo Consolini     | 17-25, 19-25, 18-25               |
| 22ª Giornata - 5 marzo 2023 Palazzetto dello Sport, San Giovanni in Marignano     | Adolfo Consolini | 3 - 0 | Soverato             | 25-12, 25-22, 29-27               |

#### Pool promozione
| 1ª Giornata - 12 marzo 2023 PalaManera, Mondovì                                | Mondovì          | 2 - 3 | Adolfo Consolini  | 19-25, 25-22, 25-21, 17-25, 8-15 |
| 2ª Giornata - 19 marzo 2023 Palazzetto dello Sport, San Giovanni in Marignano  | Adolfo Consolini | 3 - 0 | Futura Giovani    | 25-16, 25-23, 25-21              |
| 3ª Giornata - 25 marzo 2023 Geopalace, Olbia                                   | Hermaea          | 0 - 3 | Adolfo Consolini  | 22-25, 20-25, 22-25              |
| 4ª Giornata - 2 aprile 2023 Palazzetto dello Sport, San Giovanni in Marignano  | Adolfo Consolini | 3 - 0 | Idea Sassuolo     | 25-16, 25-23, 25-21              |
| 5ª Giornata - 8 aprile 2023 PalaSanbapolis, Trento                             | Trentino         | 3 - 1 | Adolfo Consolini  | 15-25, 25-18, 25-22, 25-20       |
| 6ª Giornata - 16 aprile 2023 Palazzetto dello Sport, San Giovanni in Marignano | Adolfo Consolini | 3 - 1 | Millenium Brescia | 25-13, 28-26, 21-25, 25-21       |

#### Play-off promozione
| Semifinali (gara 1) - 23 aprile 2023 Play Hall, Riccione     | Adolfo Consolini  | 3 - 1 | Millenium Brescia | 25-22, 25-22, 20-25, 25-23        |
| Semifinali (gara 2) - 26 aprile 2023 PalaGeorge, Montichiari | Millenium Brescia | 3 - 0 | Adolfo Consolini  | 25-19, 25-17, 25-16               |
| Semifinali (gara 3) - 30 aprile 2023 Play Hall, Riccione     | Adolfo Consolini  | 2 - 3 | Millenium Brescia | 23-25, 25-19, 28-30, 25-20, 10-15 |

### Coppa Italia di Serie A2
| Quarti di finale - 18 gennaio 2023 Palazzetto dello Sport, San Giovanni in Marignano | Adolfo Consolini | 0 - 3 | Futura Giovani | 23-25, 19-25, 23-25 |

## Statistiche

### Statistiche di squadra
| Competizione             | Punti | In casa | In casa | In casa | In trasferta | In trasferta | In trasferta | Totale | Totale | Totale |
| Competizione             | Punti | G       | V       | P       | G            | V            | P            | G      | V      | P      |
| ------------------------ | ----- | ------- | ------- | ------- | ------------ | ------------ | ------------ | ------ | ------ | ------ |
| Serie A2                 | 64    | 15      | 11      | 4       | 14           | 10           | 4            | 29     | 21     | 8      |
| Coppa Italia di Serie A2 |       | 1       | 0       | 1       | 0            | 0            | 0            | 1      | 0      | 1      |
| Totale                   | -     | 16      | 11      | 5       | 14           | 10           | 4            | 30     | 21     | 9      |

G = partite giocate; V = partite vinte; P = partite perse 

### Statistiche dei giocatori
| Giocatore     | Serie A2 | Serie A2 | Serie A2 | Serie A2 | Serie A2 | Coppa Italia di Serie A2 | Coppa Italia di Serie A2 | Coppa Italia di Serie A2 | Coppa Italia di Serie A2 | Coppa Italia di Serie A2 | Totale | Totale | Totale | Totale | Totale |
| Giocatore     | P        | PT       | AV       | MV       | BV       | P                        | PT                       | AV                       | MV                       | BV                       | P      | PT     | AV     | MV     | BV     |
| ------------- | -------- | -------- | -------- | -------- | -------- | ------------------------ | ------------------------ | ------------------------ | ------------------------ | ------------------------ | ------ | ------ | ------ | ------ | ------ |
| M. Aluigi     | 14       | 7        | 1        | 0        | 4        | 1                        | 0                        | 0                        | 0                        | 0                        | 15     | 7      | 1      | 0      | 4      |
| M. Babatunde  | 26       | 180      | 103      | 59       | 17       | 1                        | 7                        | 5                        | 2                        | 0                        | 27     | 187    | 108    | 61     | 17     |
| G. Biagini    | 9        | 0        | 0        | 0        | 0        | 0                        | 0                        | 0                        | 0                        | 0                        | 9      | 0      | 0      | 0      | 0      |
| A. Bolzonetti | 29       | 494      | 422      | 25       | 48       | 1                        | 13                       | 13                       | 0                        | 0                        | 30     | 507    | 435    | 25     | 48     |
| G. Caforio    | 29       | 1        | 0        | 0        | 0        | 1                        | 0                        | 0                        | 0                        | 0                        | 30     | 1      | 0      | 0      | 0      |
| S. Cangini    | 13       | 3        | 3        | 0        | 0        | 0                        | 0                        | 0                        | 0                        | 0                        | 13     | 3      | 3      | 0      | 0      |
| C. Covino     | 12       | 30       | 24       | 2        | 4        | 1                        | 0                        | 0                        | 0                        | 0                        | 13     | 30     | 24     | 2      | 4      |
| S. Parini     | 28       | 216      | 149      | 43       | 24       | 1                        | 7                        | 6                        | 1                        | 0                        | 29     | 223    | 155    | 44     | 24     |
| N. Perović    | 29       | 543      | 472      | 44       | 28       | 1                        | 9                        | 7                        | 1                        | 1                        | 30     | 552    | 479    | 45     | 29     |
| V. Račkovska  | 29       | 235      | 207      | 12       | 16       | 1                        | 10                       | 8                        | 0                        | 2                        | 30     | 245    | 215    | 12     | 18     |
| G. Saguatti   | 10       | 27       | 23       | 2        | 2        | 0                        | 0                        | 0                        | 0                        | 0                        | 10     | 27     | 23     | 2      | 2      |
| C. Salvatori  | 20       | 73       | 24       | 43       | 5        | 1                        | 0                        | 0                        | 0                        | 0                        | 21     | 73     | 24     | 43     | 5      |
| A. Turco      | 28       | 58       | 26       | 16       | 16       | 1                        | 1                        | 0                        | 1                        | 0                        | 29     | 59     | 26     | 17     | 16     |

P = presenze; PT = punti totali; AV = attacchi vincenti; MV = muri vincenti; BV = battute vincenti